# Allende, Bella Vista
Allende är en ort i Mexiko.   Den ligger i kommunen Bella Vista och delstaten Chiapas, i den sydöstra delen av landet, 800 km sydost om huvudstaden Mexico City. Allende ligger 1 209 meter över havet och antalet invånare är 229.
Terrängen runt Allende är bergig åt sydväst, men åt nordost är den kuperad. Runt Allende är det ganska tätbefolkat, med 108 invånare per kvadratkilometer. Närmaste större samhälle är Frontera Comalapa, 8,7 km öster om Allende. I omgivningarna runt Allende växer huvudsakligen savannskog.